# Karl Svec
Karl Svec (* 5. Juni 1949 in Wien; † 7. August 2016 in Tirol) war ein österreichischer Perkussionist, der von 1983 bis zu seinem Tod das Franz Schubert Konservatorium in Wien leitete.

## Leben und Wirken
Karl Svec studierte Schlagwerk, Komposition und Instrumentation an der heutigen Universität für Musik und darstellende Kunst Wien. Ab 1976 war er als Perkussionist Mitglied des Orchesters am Theater an der Wien und arbeitete daneben als Dirigent, Arrangeur und Komponist.
Er war an vielen bekannten Werken des Austropop beteiligt, indem er als Schlagzeuger an Produktionen von zum Beispiel Marianne Mendt und Rainhard Fendrich mitwirkte.
Svec unterrichtete neben der Direktionstätigkeit an seinem Konservatorium klassisches Schlagwerk, Rhythmisches Training und angewandte Harmonielehre, leitete und dirigierte das Symphonieorchester des Franz Schubert Konservatoriums seit 1992 und bearbeitete und arrangierte Werke für sein Wiener Salon-Orchester und für die Jazz-Abteilung diverse Balladen.
2004 wurde Karl Svec von der Republik Österreich zum Professor ernannt. In der Begründung der Bildungsministerin Elisabeth Gehrer hieß es: „Als langjährigem Inhaber und Leiter des Schubert Konservatoriums ist es ihm gelungen, einer Vielzahl von Studierenden das musikalische Rüstzeug für ihren späteren Beruf zu vermitteln.“